# Manettia lilacina
Manettia lilacina är en måreväxtart som beskrevs av Kurt Krause. Manettia lilacina ingår i släktet Manettia och familjen måreväxter. IUCN kategoriserar arten globalt som otillräckligt studerad.
Artens utbredningsområde är Ecuador. Inga underarter finns listade i Catalogue of Life.